# آمیتی‌ویل: بیداری
آمیتی‌ویل: بیداری (انگلیسی: Amityville: The Awakening) یک فیلم ترسناک وحشت روان‌شناختی آمریکایی به کارگردانی و نویسندگی فرانک خلفون است که در سال ۲۰۱۷ منتشر شد. این دهمین قسمت از سری فیلم‌های ترسناک آمیتی‌ویل می‌باشد. فیلم داستان نوجوانی را دنبال می‌کند که با خانواده‌اش به خیابان اوشن ۱۱۲ نقل مکان می‌کند، که بعد از مدت کوتاهی متوجه می‌شوند که توسط یک موجود اهریمنی که از بدن برادر دوقلوی مرگ مغزی‌اش استفاده می‌کند.
این فیلم که در سال ۲۰۱۴ فیلمبرداری شد، متحمل تاخیرهای متعددی در اکران شد و سرانجام در ۱۲ اکتبر ۲۰۱۷ به صورت رایگان در گوگل پلی منتشر شد. این فیلم توسط دایمنشن فیلمز در یک نسخه محدود در ۲۸ اکتبر منتشر شد. این آخرین فیلمی است که توسط RADIUS-TWC اکران شده‌است، زیرا این شرکت به همراه واینستین کمپانی در ۱۶ ژوئیه ۲۰۱۸ تعطیل شدند.

## بازیگران
- بلا تورن
- کامرون مانهن
- جنیفر جیسن لی
- توماس من
- جنیفر موریسون
- تیلور اسپریتلر
- کرتوود اسمیت